# Matias Maccelli
Matias Maccelli (né le 14 octobre 2000 à Turku en Finlande) est un joueur professionnel finlandais de hockey sur glace. Il évolue au poste d'attaquant.

## Biographie

### Carrière en club
Formé au TPS Turku, il part en 2017 dans l'USHL chez les Fighting Saints de Dubuque. Il est choisi au quatrième tour, en quatre-vingt-dix-huitième position par les Coyotes de l'Arizona lors du repêchage d'entrée dans la LNH 2019. Il passe professionnel en 2019 avec l'Ilves Tampere dans la Liiga. Il part en Amérique du Nord en 2021 et est assigné aux Roadrunners de Tucson, club ferme des Coyotes dans la Ligue américaine de hockey. Le 3 mars 2022, il joue son premier match avec les Coyotes dans la Ligue nationale de hockey face à l'Avalanche du Colorado. Il marque son premier but lors de son deuxième match, le 5 mars 2022, face aux Sénateurs d'Ottawa. Il enregistre ses deux premières assistances le 10 mars 2022 face aux Maple Leafs de Toronto.

### Carrière internationale
Il représente la Finlande au niveau international. Il prend part aux sélections jeunes. Il honore sa première sélection senior le 6 février 2020 contre la Russie, match des Sweden Hockey Games.

## Statistiques

### En club
| Saison     | Équipe                     | Ligue      |     | Saison régulière | Saison régulière | Saison régulière | Saison régulière | Saison régulière |   | Séries éliminatoires | Séries éliminatoires | Séries éliminatoires | Séries éliminatoires | Séries éliminatoires |
| Saison     | Équipe                     | Ligue      | PJ  | B                | A                | Pts              | Pun              | PJ               | B | A                    | Pts                  | Pun                  |                      |                      |
| 2017-2018  | Fighting Saints de Dubuque | USHL       | 36  | 8                | 13               | 21               | 14               | 5                | 0 | 1                    | 1                    | 0                    |                      |                      |
| 2018-2019  | Fighting Saints de Dubuque | USHL       | 62  | 31               | 41               | 72               | 42               | 6                | 1 | 4                    | 5                    | 2                    |                      |                      |
| 2019-2020  | Ilves Tampere              | Liiga      | 43  | 13               | 17               | 30               | 16               | -                | - | -                    | -                    | -                    |                      |                      |
| 2020-2021  | Ilves Tampere              | Liiga      | 51  | 15               | 24               | 39               | 20               | 5                | 1 | 1                    | 2                    | 2                    |                      |                      |
| 2021-2022  | Roadrunners de Tucson      | LAH        | 47  | 14               | 43               | 57               | 20               | -                | - | -                    | -                    | -                    |                      |                      |
| 2021-2022  | Coyotes de l'Arizona       | LNH        | 23  | 1                | 5                | 6                | 4                | -                | - | -                    | -                    | -                    |                      |                      |
| 2022-2023  | Coyotes de l'Arizona       | LNH        | 64  | 11               | 38               | 49               | 18               | -                | - | -                    | -                    | -                    |                      |                      |
| 2023-2024  | Coyotes de l'Arizona       | LNH        | 82  | 17               | 40               | 57               | 8                | -                | - | -                    | -                    | -                    |                      |                      |
| 2024-2025  | Club de hockey de l'Utah   | LNH        | 55  | 8                | 10               | 18               | 8                | -                | - | -                    | -                    | -                    |                      |                      |
| Totaux LNH | Totaux LNH                 | Totaux LNH | 224 | 37               | 93               | 130              | 38               | -                | - | -                    | -                    | -                    |                      |                      |

### En équipe nationale
| Année | Compétition                 |   | PJ | B | A | Pts | Pun | +/-             |  | Résultat |
| 2020  | Championnat du monde junior | 7 | 2  | 3 | 5 | 8   | -3  | Quatrième place |  |          |

## Trophées et honneurs personnels

### Liiga
- 2019-2020 : remporte le trophée Jarmo-Wasama

### LNH
- 2022-2023 : nommé dans l'équipe des recrues